# Kriegsende in der Steiermark (1945)
Das Kriegsende in der Steiermark und die letzten Kämpfe des Zweiten Weltkrieges im südöstlichen Bundesland Österreichs fanden im April 1945 statt. Es gelang der Roten Armee Ende März gegenüber der deutschen Heeresgruppe Süd, die Grenze der damaligen Ostmark trotz des ab Mitte 1944 errichteten Südostwalls im ersten Anlauf zu überwinden. Es zeichneten sich zwei sowjetische Hauptstoßrichtungen ab: einerseits über das Raabtal und Feldbach in Richtung auf Graz und andererseits ab 13. April südlich des Semmering gegen die Fischbacher Alpen. Die operativen Ziele der Fronttruppen des Marschalls Fjodor Tolbuchin wurden im Zuge der wichtigeren Wiener Operation schon wenige Tage nach Angriffsbeginn nicht mehr weiterverfolgt. Der Übergang der sowjetischen Streitkräfte in die Defensive und der Abzug der kampfkräftigsten Verbände ermöglichten der deutschen 6. Armee ab Mitte April eine letzte erfolgreiche Gegenoffensive im Joglland. Ende April wurden die Kämpfe von beiden Seiten eingestellt. Nach der allgemeinen Kapitulation der Wehrmacht wurde Graz am 8. Mai kampflos von der Roten Armee besetzt und am 23. Juli an die britischen Streitkräfte übergeben.

## Vorgeschichte
Vom 24. bis zum 26. März wurden in Ungarn im Raum nördlich des Plattensees mit Schwerpunkt bei Veszprém starke Angriffe der 2. und 3. Ukrainischen Front durchgeführt, die über Pápa zu einem auf breiter Front angelegten Durchbruch starker Panzerkräfte (6. Garde-Panzerarmee) nach Westen führten. Das ungarische II. und VIII. Korps wurden in Westungarn überrannt, Reserven der deutschen 6. Armee konnten die Frontlücke nicht mehr schließen und wurden mitgerissen. 42 Schützendivisionen und sechs mechanisierte Korps brachen fächerartig in Richtung Wien durch. Nacheinander wurden die Städte Devecser, Kapuvár, Güns und Steinamanger von Truppen der Roten Armee genommen. Das IV. SS-Panzerkorps zog sich mit seinen Divisionskampfgruppen (3. Panzer-Division und 5. SS-Panzer-Division „Wiking“) über Vasvár und Körmend nach Güssing zurück. Auch die Front der deutschen 2. Panzerarmee (General de Angelis) wurde bei Zalaegerszeg durch die Truppen der sowjetischen 57. Armee durchbrochen.
Zur Unterstützung der sowjetischen Bodenoffensive hatten amerikanische Bomberverbände wichtige Bahnknotenpunkte im rückwärtigen Heeresgebiet der Heeresgruppe Süd (bis zum 7. April unter General der Infanterie Wöhler) bombardiert, dabei wurden zuerst die Städte Steinamanger und Ödenburg mehrmals schwer getroffen. Zu Ostern erlebte auch Graz nach den ersten alliierten Großangriffen vom 1. November (382 Tote), 1. Dezember (102 Tote) und am 19. Februar (165 Tote) weitere Bombenangriffe. Am Ostermontag (2. April 1945, 95 Tote) erfolgte der bisher schwerste Angriff, welcher dem Grazer Hauptbahnhof galt und besonders die südlichen Bezirke verwüstete. Insgesamt wurde ein Drittel des Wohnraums getroffen und dabei wurden 946 Häuser total zerstört und 6274 leichter getroffen.

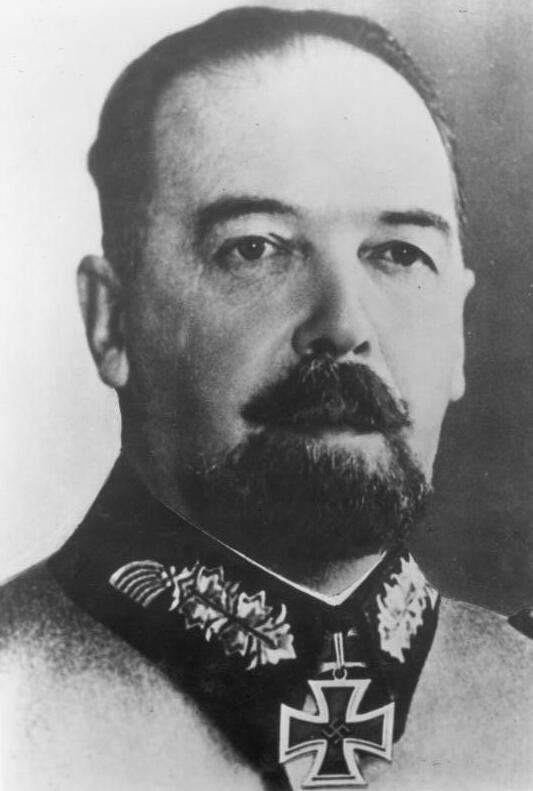
Julius Ringel

Am 30. März zeigte sich der Südostwall wegen unzureichender Besetzung in den Zwischenabschnitten als nahezu wirkungslos und stürzte die militärischen und parteipolitischen Verantwortlichen in chaotische Zustände. Der fanatische Gauleiter der Steiermark Sigfried Uiberreither ließ umgehend spezielle Standgerichte gegen „Drückeberger und Pflichtvergessene“ bilden, befahl die Befestigung der Zugänge nach Graz, ließ Schützengräben im Stadtpark vorbereiten und beschwor in den Zeitungen die Verteidigung von Graz bis zum letzten Mann.
Am 29. März wurde die deutsche Reichsgrenze bei Rechnitz durch Einheiten des 37. Garde-Schützenkorps (Generaloberst P. V. Mironow) überschritten. Südlich davon erreichte die 26. Armee mit dem 135. Schützenkorps (Generalmajor P. W. Gnedin) die Grenze bei Steinamanger. Der Befehlshaber des Wehrkreises XVIII General der Gebirgstruppe Julius Ringel verlegte seine Befehlsstelle von Salzburg nach Graz und begann sofort im Einvernehmen mit dem Oberbefehlshaber der 6. Armee Alarmeinheiten zu sammeln.

## Beteiligte Truppen

### Heeresgruppe Süd
(General der Infanterie Otto Wöhler, ab 7. April Generaloberst Lothar Rendulic)
6. Armee (General der Panzertruppe Hermann Balck)
Kampfgruppe Semmering (Oberstleutnant Ludwig Lang, ab 11. April Oberst Heribert Raithel, ab 9. Gebirgs-Division Ost)
- SS-Gebirgs-Jäger-Ausbildungs- und Ersatz-Bataillon 13
- Landesschützen-Bataillon 851
- Luftwaffen-Bau-Ersatz-Bataillon 17
- Ersatz- und Ausbildungs-Abteilung 48
- Gebirgs-Jäger-Schule Admont
- Gebirgs-Jäger-Ersatz-Regiment 136
- Gebirgs-Artillerie-Schule Dachstein-Obertraun

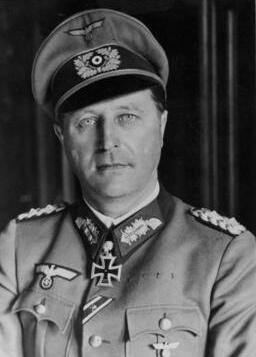
General der Panzertruppe Hermann Breith

III. Panzerkorps (General der Panzertruppe Hermann Breith)
- 1. Volks-Gebirgs-Division, Generalleutnant August Wittmann
- 1. Panzer-Division, Generalleutnant Eberhard Thunert
- (ab 13. April) 117. Jäger-Division, Generalmajor Hans Kreppel
- Sturm-Panzer-Abteilung 219
- Schwere Panzer-Abteilung 509
- Volkswerfer-Brigade 17 und 19
- Heeres-Sturmartillerie-Brigade 303
- Heeresartillerie-Abteilung 171

Divisionsgruppe „Krause“ (Generalleutnant Walter Krause, am 20. April aufgelöst)
- SS-Panzergrenadier-Ausbildungs- und Ersatz-Bataillon 11
- K.Gr. Siegers (Gebirgsjäger-Ersatz- und Ausbildungs-Bataillon 138)
- K.Gr. Gottwald (Bataillon Büttner, Volkswerfer-Regiment 24)
- Feldersatz-Bataillon 75
- SS-Polizei-Regiment 13 (Sperrverband Motschmann)

IV. SS-Panzerkorps (SS-Obergruppenführer Herbert Otto Gille)
- 3. Panzer-Division, Generalmajor Wilhelm Söth
- K.Gr. 5. SS-Panzer-Division „Wiking“, SS-Oberführer Karl Ullrich
- K.Gr. 9. SS-Panzer-Division „Hohenstaufen“, SS-Oberführer Sylvester Stadler
- 14. SS-Grenadier-Division, Generalmajor Fritz Freitag

I. Kavallerie-Korps (General der Kavallerie Gustav Harteneck)
- 3. Kavalleriedivision, Oberst Peter von der Groeben
- 4. Kavalleriedivision, Generalleutnant Helmuth von Grolman
- 23. Panzerdivision, Generalleutnant Josef von Radowitz

### 3. Ukrainische Front
(Marschall Fjodor Tolbuchin)
26. Armee (Generalleutnant Nikolai Alexandrowitsch Gagen)

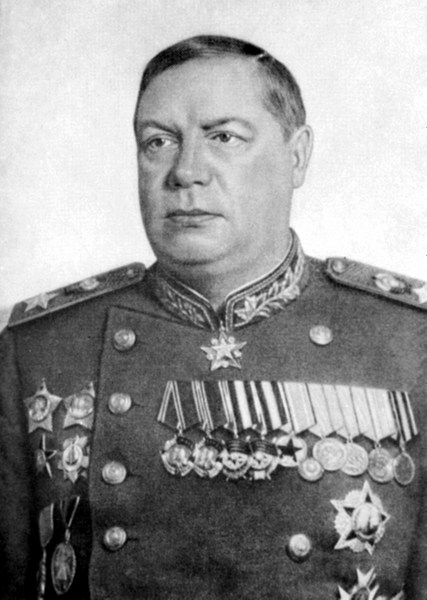
Marschall Fjodor Iwanowitsch Tolbuchin

135. Schützenkorps, Generalmajor Pjotr Wissarionowitsch Gnedin
- 151. Schützendivision, Generalmajor Denis Protasowitsch Podschiwajlow
- 155. Schützendivision, Oberst Nikephori Batluk
- 74. Schützendivision, Oberst Fjodor Iwanowitsch Sinowjew

30. Schützenkorps, Generalmajor Generalmajor Grigori Semenowitsch Laz'ko
- 36. Garde-Schützendivision, Generalmajor Georgi S. Lilenkow
- 68. Garde-Schützendivision, Generalmajor Iwan Michailowitsch Nekrassow

104. Schützenkorps, Generalmajor Michail Sergejewitsch Filipowski
- 93. Schützendivision, Oberst Konstantin Sergejew
- 233. Schützendivision, Generalmajor F. P. Bereschnoje
- 66. Garde-Schützendivision, Generalmajor Sergei Frolowitsch Frolow

5. Garde-Kavalleriekorps, Generalleutnant Sergei Iljitsch Gorschkow
- 11. Garde-Kavalleriedivision, Generalmajor D. N. Pawlow
- 12. Garde-Kavalleriedivision, Generalmajor A. P. Smirnow
- 63. Kavalleriedivision, Oberst P. M. Krutowski
- Panzerregimenter 57, 60 und 71, Garde-Panzerregiment 150
- Sturmgeschütz-Regiment 1896

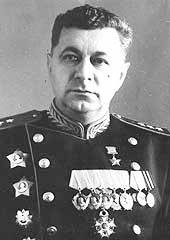
Generaloberst Sergei Georgijewitsch Trofimenko

27. Armee (Generaloberst Sergei Georgijewitsch Trofimenko)
33. Schützenkorps, Generalmajor Alexei Iwanowitsch Semenow
- 206. Schützendivision, Oberst Fjodor Iwanowitsch Dremenkow
- 337. Schützendivision, Oberst Taras P. Gorobez
- 3. Garde-Luftlandedivision, Generalmajor Iwan Nikititsch Konew

35. Garde-Schützenkorps, Generalleutnant Sergei G. Gorjatschew
- 163. Schützendivision, Generalmajor F. W. Karlow
- 202. Schützendivision, Oberst Iwan Michailowitsch Chochlow
- Sturmgeschütz-Regiment 1691

37. Schützenkorps, Generalmajor Fjodor Samoilowitsch Koltschuk
- 108. Schützendivision, Oberst Sergej Illarionowitsch Dunajew
- 316. Schützendivision, Oberst Gregori S. Chebotarew
- 320. Schützendivision, Oberst Josip S. Burik

18. Panzerkorps, Generalmajor Pjotr Dmitrijewitsch Goworunenko
- 110. Panzerbrigade, Oberst Iwan Fomitsch Reschetnikow
- 170. Panzerbrigade, Oberst Nikolai Petrowitsch Chunikhin
- 181. Panzerbrigade, Oberstleutnant Anatoli Kusmitsch Kublanow
- 32. mechanische Schützen-Brigade, Oberst Michail Iwanowitsch Khwatow
- Sturmgeschütz-Regimenter 1438, 1453, 1479 und 1894

57. Armee (Generaloberst Michail Nikolajewitsch Scharochin)
6. Garde-Schützenkorps, Generalmajor Nikolai Michailowitsch Drejer
- 20. Garde-Schützendivision, Oberst Georgi Stepanowitsch Iwanitzew
- 61. Garde-Schützendivision, Oberst Pjotr Iwanowitsch Kasatkin
- 113. Schützendivision, Generalmajor P. N. Naidjeschew

64. Schützenkorps, Generalmajor Iwan Kondratjewitsch Krawtzow
- 299. Schützendivision, Generalmajor N.G. Trawnikow
- 73. Garde-Schützendivision, Oberst Wassili Iwanowitsch Schcherbenko
- 104. Schützendivision, Generalmajor I. W. Objdenkin

133. Schützenkorps, Generalmajor Pawel Alexejewitsch Artjuschenko
- 84. Schützendivision, Generalmajor P. I. Bunjaschin
- 122. Schützendivision, Generalmajor A. N. Belischko

### Kämpfe in der Südost-Steiermark (Raab-Abschnitt und Radkersburg)
Die deutsche 6. Armee verlor Ende März nach dem sowjetischen Durchbruch die Verbindung zu der südlich des Plattensees kämpfenden deutschen 2. Panzerarmee, eine Frontlücke von 30 Kilometern klaffte auf. Im mittleren Abschnitt des Durchbruchraums nahm das sowjetische 18. Panzerkorps (General Govorunenko) als Stoßgruppe der 27. Armee über Tapolca und Sankt Gotthart an der Raab die Verfolgung des deutschen Kavalleriekorps Harteneck auf. Einheiten des deutschen IV. SS-Panzerkorps versuchten südlich davon entlang der Raab eine neue Sicherungslinie nach Süden aufzubauen, die nach Osten an den Südostwall angelehnt war. Am 2. April übernahm die Kampfgruppe des Generalmajor Wolf die Verteidigung im Raabtal.
Die sowjetische Hauptstoßgruppe des Generals Govorunenko verfolgte das zurückgehende IV. SS-Panzerkorps parallel zur Raab über Neuhaus nach Jennersdorf und drangen bei Kalch über die Staatsgrenze in das Deutsche Reich vor. Am 31. März drangen etwa 50 sowjetische Panzer südlich von Kapfenstein nach Bad Gleichenberg durch, drehten nach Nordwest und besetzten am 1. April Fehring und Feldbach. Damit endete der 110 Kilometer tiefe sowjetische Panzerraid nach einwöchigem Vorstoß durch das Raabtal an der Linie zwischen Kirchberg und Riegersburg; am 3. April wurde das kampfkräftige 18. Panzerkorps abgezogen und nach Norden über St. Pölten westlich von Wien verlegt.
Dadurch entspannte sich die Situation im Raabtal, denn der von den Stäben der 6. Armee befürchtete sowjetische Vorstoß auf Graz wurde nicht ausgeführt. Den leeren Raum des abgezogenen 18. Panzerkorps füllte das 33. Schützenkorps der aufschließenden 27. Armee aus. Die deutsche 3. Panzerdivision konnte die Orte Vasszentmihály und Rönök zurückerobern, dem Panzer-Grenadierregiment 113 gelang die Wiedereroberung von Heiligenkreuz im Lafnitztal. Zwischen Deutsch Minihof und Inzenhof konnte der Südostwall wieder erreicht und bis 11. April gehalten werden.
Am 4. April leitete in der Südoststeiermark die sowjetische 57. Armee verspätet den Angriff gegen den Südostwall im Abschnitt des Kavalleriekorps Harteneck ein, womit die Kämpfe um den Mur-Abschnitt bei Radkersburg begannen. Auf der Höhe östlich von Radkersburg drangen zwei sowjetische Schützenkorps in die Südoststeiermark ein. Radkersburg selbst wurde von der 23. Panzer-Division und dem Gebirgsjäger-Regiment 138 verteidigt, zusätzlich wurden jetzt die 4. Kavallerie-Division und das Grenadier-Regiment Hoch- und Deutschmeister herangeführt. Die 14. Waffen-Grenadier-Division der SS (galizische Nr. 1) stand kurz vor der Auflösung, ihre Bewaffnung sollte für die Neuaufstellung der 10. Fallschirmjäger-Division verwendet werden. Der Erste Generalstabsoffizier bot daraufhin dem Oberkommando der deutschen 2. Panzerarmee den Dienst der Division an, welches diesen Vorschlag aufgrund der prekären militärischen Lage sofort annahm. Sie trat im Raum Straden–Feldbach zum Gegenangriff an, um die Lücke zwischen der deutschen 6. Armee und der 2. Panzerarmee zu schließen. Im Laufe des Aprils erfolgte die Unterstellung unter die 6. Armee.
Während ab 6. April schwere Kämpfe um Klöch, St. Anna am Aigen begannen, erreichte die russische Front auch bei Dechantskirchen steirischen Boden. Es kam zu schweren Abwehrkämpfen um den Königsberg bei Tieschen, um Straden und dem Stradner Kogel, um Bad Gleichenberg und Trautmannsdorf. Am 8. April hatten das sowjetische 6. und 64. Schützenkorps die Linie Straden–Pichla–Klöch–Zelting erreicht, die 73. Garde-Schützendivision stürmte am folgenden Tag Klöch. Am 11. April musste die Front des 1. Kavalleriekorps auf die Linie Purkla–Radochen–östlich Straden zurückgenommen werden. Teile der 9. SS-Panzer-Division „Hohenstaufen“ (XXII. Gebirgs-Korps) hielten bei Radkersburg noch einen kleinen Brückenkopf am linken Mur-Ufer, der nach dem Eingreifen des sowjetischen 133. Schützenkorps am Abend des 14. April ebenfalls aufgegeben werden musste. Radkersburg fiel nach 13-tägigen Kämpfen am 17. April in die Hand der sowjetischen 57. Armee.

### Kämpfe im Mittelabschnitt und an der Lafnitz
Das III. Panzerkorps war Anfang April 1945 nur noch dem Namen nach ein Panzerkorps, dem nach Abgabe der schweren Panzer-Abteilung 509 nur mehr schwache Panzerkräfte unterstellt waren.
General Ringel hatte von Graz aus zum Schutz der östlichen Steiermark 15.800 Mann und 15 Batterien aus allen Winkeln des Landes organisiert. Darunter waren erste Transportzüge der in Italien in Aufstellung befindlichen 10. Fallschirmjäger-Division, die man nach Graz umgeleitet hatte.
In der ersten Aprilwoche wurde das SS-Polizei-Regiment 13 aus Kärnten in die Oststeiermark verlegt. Dieser Verband wurde bei Mönichwald als Sperrverband Motschmann (Hauptmann Erich Motschmann) eingesetzt und später der Divisionsgruppe Krause zugeteilt.
Zwischen Poppendorf und Heiligenkreuz gelang es der 1. Panzerdivision den Vormarsch des sowjetischen 33. Schützenkorps am nördlichen Lafnitz-Abschnitt einzudämmen. Andererseits konnte der südliche Nachbar, die 3. Panzer-Division, dem sowjetischen Druck nicht mehr standhalten und musste sich vom Südostwall auf die burgenländisch-steirische Grenze entlang der Lafnitz zurückziehen. Die im Raum Fürstenfeld versammelte deutsche 5. SS-Panzer-Division „Wiking“ wurde mit dem SS-Panzergrenadier-Ausbildungs- und Ersatz-Bataillon 11 aus Graz (700 Mann) verstärkt und führte ab 2. April erfolgreiche Gegenangriffe bei Kirchberg durch.
Am 5. April griff die sowjetische 26. Armee mit allen Divisionen in die Kämpfe ein, der kurzfristig von der Wehrmacht zurückeroberte Ort Rechnitz fiel endgültig in sowjetische Hände.
Während der Hauptstoß der 26. Armee nach Nordwesten zielte, versuchten kleinere Einheiten der Roten Armee nördlich von Oberwart das Lafnitztal zu erreichen. Das III. Panzerkorps bestand zu diesem Zeitpunkt aus etwa 20.000 Mann, darunter die Kampfgruppe Krause, der Sperrverband Montschmann, die Kampfgruppe Arko 3 sowie die noch kampfkräftige 1. Volks-Gebirgsdivision, welche an schwerem Gerät noch über 8 Jagdpanzer 38 und 14 7,5-cm-Pak verfügte. Die 1. Panzerdivision stand noch bis 6. April bei Fürstenfeld und diente danach im Raum Weiz als Eingreifreserve.
Am 9. April führte der Sperrverband Motschmann einen Gegenstoß, der das verlorene Mönichswald zurückeroberte, der Raum westlich der oberen Lafnitz wurde dem SS-Polizeiregiment 13 zur Sicherung übertragen.
Weiter südlich erfolgte der Vorstoß des 30. Schützenkorps der sowjetischen 26. Armee. Im Kampfabschnitt Kohfidisch klammerte sich die 1. Volks-Gebirgs-Division noch bis 11. April an den Südostwall, ehe sie ihre schwer bedrängten Einheiten auf die Lafnitzstellung zurückzog. Um Feldbach und Fehring, um Fürstenfeld tobten heftige Kämpfe, die mit großen Zerstörungen durch die Artillerie einhergingen.
Am 10. April erhöhte die 3. Ukrainische Front nach mehreren Tagen der Ruhe den Druck auf den deutschen Frontvorsprung am Raab-Abschnitt. Das sowjetische 37. Schützenkorps (Generalleutnant Koltschuk) griff wieder im unteren Lafnitztal an und eroberte Heiligenkreuz endgültig. Damit war die Front der 3. Panzer-Division, die sich von Heiligenkreuz, über Inzenhof und Großmürbisch, dann weiter von Hagensdorf über Moschendorf bis nach Gnas in Anlehnung an den Südostwall erstreckte, nicht mehr zu halten. Die 3. Panzerdivision zog sich über die steirische Grenze zurück. Mit diesem Rückzug endeten die Kämpfe im südburgenländischen Abschnitt des Südostwalls.
Am 13. April war Wien gefallen, Marschall Tolbuchin erhielt von der Stawka die Order, die am nördlichen Frontabschnitt operierende 6. Garde-Panzerarmee und die 9. Gardearmee an die 2. Ukrainischen Front abzugeben. Der Angriff gegen die deutsche Heeresgruppe Mitte gewann für die Rote Armee jetzt den Vorrang.
Die in der Oststeiermark eingesetzten Gebirgsjäger wurden ab 12. April wieder ihrer Stammdivision zugeführt, die in weiterer Folge für den Verteidigungsabschnitt an der Lafnitz zuständig war. Generalleutnant Krause wurde mit seinem Stab herausgelöst, um eine Kampfgruppe im Joglland zu übernehmen, die sich den dort vorstoßenden sowjetischen Kräften entgegenstellten. Die deutschen Truppen setzten sich hinter die Lafnitz ab, hielten dort jedoch die Stellung bis zum Kriegsende.

### Stellungskämpfe am Semmering
Am 1. April besetzte das über Rechnitz durchgebrochene sowjetische 37. Garde-Schützenkorps mit der linken Flügeldivision (103. Schützen-Division unter Generalmajor Stepanow) Gloggnitz und schnitt damit die Südbahnstrecke zwischen Graz und Wien ab. Ein Gegenstoß deutscher Ersatz- und Volkssturm-Einheiten in den Rücken dieser Verbände stoppte Anfang April den weiteren sowjetischen Vorstoß und sicherte notdürftig die Zugänge ins Mürztal. Die Lage zwischen Semmering und dem Rechnitzer Schiefergebirge blieb aber vollkommen unklar, in Mürzzuschlag floh der Großteil der Bevölkerung, man erwartete dort jederzeit den Einmarsch der sowjetischen Truppen.
General Ringl schickte der zusammengewürfelten Kampfgruppe Semmering (Oberst Ludwig Lang) weitere Alarmeinheiten (darunter drei Dutzend 8,8-cm-Geschütze) zum Halten der 30 Kilometer breiten Gebirgsfront und ordnete notwendige taktische Gegenangriffe an.
Am 11. April übernahm der eingetroffene Kommandeur der Artillerieschießschule Dachstein Oberst Raithel die Führung der Kampftruppe, die bereits auf 10.000 Mann angewachsen war. Die folgenden Kämpfe in den Stellungen, die etwa vom Eselstein über Maria Schutz bis zum Sonnwendstein verliefen, wurden zumeist defensiv geführt und brachten keine nachhaltigen Änderungen. Anfang Mai wurde die Kampfgruppe Semmering offiziell in 9. Gebirgs-Division umbenannt.

### Kampfraum zwischen Hartberg und dem Wechsel
Am 5. April besetzte die vollständig nachgezogene sowjetische 26. Armee mit dem 135. Schützenkorps Pinkafeld. Der Frontabschnitt zwischen Geschriebenstein und Hannersdorf brach zusammen, Truppen des 30. Schützenkorps drang an der Straße Großpetersdorf–Oberwart durch. Die Truppen marschierten über Sparberegg und Sinnersdorf auf die Linie Pinggau–Friedberg–Stögersbach vor, der schnell geschlagene Volkssturm löste sich vollständig auf und flüchtete über das Wechselgebiet zurück.
Zwischen 6. und 8. April kam es infolge der Kämpfe im Bezirk Oberwart 1945 bei Markt Allhau zu heftigen sowjetischen Angriffen. Soldaten der 36. Garde-Schützendivision und des 30. Schützen-Korps, das zur sowjetischen 26. Armee gehörte, waren über den Bezirk Oberwart kommend in die Nordost-Steiermark eingebrochen. Die Divisionsgruppe Krause sowie drei Bataillone der 1. Gebirgs-Division stellten sich diesem Druck vergeblich entgegen. Am 8. April besetzen sowjetische Truppen Vorau und drangen über den Pfaffensattel und den Hochwechsel in das obere Feistritztal nach Rettenegg und St. Jakob im Walde durch.
Die Lage des III. Panzerkorps blieb bis 12. April stabil, als die sowjetische 26. Armee mit dem neu zugeführten 5. Gardekavalleriekorps zwischen Hartberg und dem Wechselgebiet zum neuen Vorstoß in Richtung Kindberg ansetzte. Die sowjetischen Truppen eroberten unter anderem die Ortschaften Miesenbach, Strallegg, Wenigzell, St. Jakob und erreichten am 13. April die Linie Birkfeld, Fischbach und Ratten.
Ab dem 13. April wurde dieser Vorstoß durch das 5. Garde-Kavalleriekorps verstärkt, dessen Ziel die Gegend um Fischbach war, während das 30. Schützen-Korps die nördliche Flanke sicherte. Dieser gefährliche Stoß führte auch dazu, dass der Frontabschnitt der Kampfgruppe Semmering um 24 weitere Kilometer verlängert wurde und es nun galt, die Pässe Alpl und Schanz gegen einen sowjetischen Vorstoß im Mürztal zu sperren.
Die Kampfgruppe Raithel drohte am Semmering im Rücken umgangen zu werden, die Trennung der 6. Armee von der im Gau Niederdonau zurückgeworfenen 6. Panzerarmee drohte. Am 15. April brachen die sowjetischen Angriffsspitzen nach Rettenegg durch, Oberst Raithel sah sich gezwungen, einige Verbände aus seiner Front zu ziehen und mit diesen in der Nähe der Schanz einen Gegenangriff auf die vorgeprellten sowjetischen Einheiten zu führen.
Die Situation wurde so bedrohlich, dass General Balck im Einvernehmen mit General Breith das III. Panzerkorps am 16. April zu einer letzten großen Gegenoffensive im Joglland antreten ließ. Dazu wurde im Norden die in Mürzzuschlag ausgeladene und vom Balkan kommende 117. Jäger-Division im Raum St. Kathrein im Anschluss an die 1. Volks-Grenadier-Division zum Angriff gegen die rechte Flanke des sowjetischen Stoßkeiles angesetzt. Im Süden hatte die aus dem Raum Weiz zugeführte, aber wenig kampfkräftige 1. Panzerdivision aus dem Raum Birkfeld über den Kreuzwirt nach Norden in Richtung Vorau anzugreifen und gegen die linke Flanke des 5. GKK zu stoßen.
Am 20. April konnte Wenigzell erreicht werden, die überraschten russischen Truppen mussten beim Rückzug teilweise Geschütze und Waffen zurücklassen. Am Morgen des 23. April wurde Vorau von der 1. Panzerdivision zurückerobert. Das Augustiner-Chorherrenstift Vorau wurde dabei am 23. April schwer getroffen, das Wirtschaftsgebäude und mehrere Ecktürme brannten trotz deutscher Löschversuche über die folgenden Tage aus. Bis zum 24. April gelang es dem III. Panzerkorps unter Aufbietung aller Reserven, den tiefen sowjetischen Einbruch im Joglland vollständig aufzuheben, die sowjetische Infanterie hatte sich aber rechtzeitig zurückgezogen. Ein weiterer deutscher Erfolg war die Eroberung des Niederwechsel in der Nacht auf den 27. April. Um den Besitz des Hochwechsel tobten ab dem 27. April bis zum Kriegsende wechselhafte Kämpfe.

## Letzte allgemeine Truppenbewegungen
Zwischen 29. April und 2. Mai überschritt die 3. US-Armee auf breiter Front die nordwestliche Grenze Österreichs. Nördlich der Donau nahm das XII. Corps und südlich des Stromes das XX. Corps den Weg in das Innere des Landes, wobei die 80. Infantry-Division (Generalmajor McBride) den Weg über Spital am Pyhrnpass in Richtung Ennstal einschlug und bei Kriegsende den Raum Liezen erreichte.
Die britische 8. Armee (Generalleutnant Richard McCreery) war von den Alliierten als Besatzungsmacht für die Steiermark vorgesehen. In den letzten Kriegstagen stand das britische V. Korps unter Charles Keightley aber erst an der Kärntner Südgrenze. Die 6. Panzerdivision (Generalmajor Vyvyan Evelegh) rückte bei Tarvis und durch das Pustertal nach Norden vor, besetzte am 7. Mai Klagenfurt und Villach und rückte die folgenden Tage über den Obdacher- und Neumarkter Sattel in das obere Murtal ein.
Das Gros der deutschen Truppen versuchte sich bereits nach Kärnten und in den Raum Liezen zu den Briten und Amerikanern abzusetzen. Auf die Nachricht des Anrückens der Roten Armee über Gleisdorf floh Gauleiter Uiberreither am 7. Mai überstürzt aus Graz und übergab die Amtsgeschäfte an Armin Dadieu.
Die Kämpfe in der Steiermark waren an allen Abschnitten abgeflaut, nur in der Untersteiermark flammten im Abschnitt des XXII. Gebirgs-Korps neue Angriffe durch jugoslawischen Partisanenbrigaden auf. Bei Cilli, Schönstein Wöllaner Becken, im Mießtal und Unterdrauburg kam es zu schweren Kämpfen, die erst nach dem Aufmarsch britischer Panzertruppen am 14. Mai endeten.
Am 9. Mai endeten nach der von General Rendulic bei den Amerikanern angesuchten Kapitulation der Heeresgruppe Ostmark bei Steyr die letzten Kämpfe, viele verschiedenste Heeres- und Flüchtlingskolonnen zogen seit Wochen noch immer vor der Roten Armee nach Westen. Nach dem Ende April erfolgten Abzug der 117. Jäger-Division deckte alleine die 1. Gebirgsdivision den Rückzug im Wechselgebiet gegenüber den nachdrängenden sowjetischen Kräften und fiel dann in sowjetische Kriegsgefangenschaft.
Nach Kriegsende am 8. Mai traten in Graz die Widerstandsgruppen, die sich gegen die nationalsozialistische Herrschaft etablierten, erstmals offiziell auf, eine gemeinsame Abordnung verschiedener Altparteien forderte im Grazer Rathaus den NS-Oberbürgermeister Julius Kaspar zum Rücktritt auf. Der Delegation gehörten der Sozialdemokrat Reinhard Machold, der ehemalige christlichsoziale Landeshauptmann Alois Dienstleder und der Sozialdemokrat Alois Rosenwirth an. Der von Uiberreuther bei seiner Flucht eingesetzte Gauhauptmann Armin Dadieu leistete bei seiner Absetzung keinen Widerstand mehr.
In der Nacht vom 8. auf den 9. Mai marschierten dann Teile der sowjetischen 57. Armee über die Ries vom Osten her in Graz ein. Die Rote Armee richtete eine eigene Militärkommandantur ein. Stadtkommandant von Graz wurde zunächst Oberstleutnant Chabarow, dem ab 23. Mai Major Wischnewski folgte. Der Leiter der Politverwaltung der 3. Ukrainischen Front, Generalleutnant Anoschin, übernahm die Lebensmittelversorgung der Stadt. Die am 8. Mai selbsternannte provisorische Landesregierung unter Landeshauptmann Reinhard Machold mit Vertretern der SPÖ, ÖVP und der KPÖ wurde im Amt belassen und auch von den nachfolgenden Briten anerkannt. Am 17. Mai wurde Anton Pirchegger als Landesrat für Ernährung in die erste provisorische Landesregierung der Steiermark berufen.
Während der folgenden sowjetischen Besatzung der Steiermark kam es Plünderungen (allein in Graz wurden 1484 Fälle gemeldet), willkürlichen Verschleppungen durch NKVD und SMERSch, Demontagen wichtiger Industrieanlagen und Vergewaltigungen. So wurden zwischen 8. Mai und 4. August gemäß Dokumentation 9.493 Mädchen und Frauen vergewaltigt, man kann für die zehnwöchige Präsenz der Roten Armee in der Oststeiermark aber eine Zahl von bis zu 30.000 Fällen veranschlagen, weil viele Opfer ihre Peiniger aus Scham nicht angezeigt hatten.
Auf Grundlage der Moskauer Deklaration vom 30. Oktober 1943 unterzeichneten die vier Siegermächte am 4. Juli in London das Erste alliierte Kontrollabkommen, welches die Grenzen der Besatzungszonen festlegte. Die Steiermark wurde britische Besatzungszone, mit Ausnahme des Ausseerlandes (Gerichtsbezirk Bad Aussee), das bis Ende Juni 1948 bei Oberösterreich und damit in der amerikanischen Zone verblieb. Am 23. Juli zogen die Sowjets ab und Truppen des britischen V. Corps aus Kärnten (46. Division unter Generalmajor S. C. Weir) rückten über die Pack kommend in Graz ein. Die Übernahme durch die Briten wurde von der Bevölkerung sehr positiv gesehen. In der Anfangsphase ging politisch nichts ohne den britischen Hochkommissar. Der Australier Oberst Alexander C. Wilkinson wurde unter dem Landeshauptmann Reinhard Machold zum Chef der britischen Militärverwaltung (Senior Military Government Officer) in der Steiermark.